# Pablo Meléndez Gonzalo
Pablo Meléndez Gonzalo (València, 6 de novembre de 1876 - ibidem, 24 de desembre de 1936) fou un polític, advocat, periodista i màrtir cristià i valencià. L'any 2001 fou beatificat i és venerat a l'església de Sant Joan i Sant Vicent de València.
Pablo Meléndez va demostrar des de ben menut una gran devoció i va pertànyer a la Joventut Catòlica. Va quedar orfe de pare durant la seua temprana joventut, als 14 anys. Va ingressar a la Universitat de València, on es llicencià en Dret. Després de llicenciar-se va exercir com a advocat, però també com a periodista, arribant a ser director del períodic La Voz de Valencia. Va involucrar-se amb el catolicisme d'arrel obrera i també ajuda en les societats religioses d'assistència als més desafavorits. L'any 1904 va contraure matrimoni amb na Dolores Boscà Bas, amb qui va tindre deu fills. En l'àmbit polític, Meléndez fou membre de la Lliga Catòlica (LC), grup xicotet que unia als candidats del catolicisme polític. Com a membre de la Lliga Catòlica va exercir com a regidor de l'Ajuntament de València durant sis anys i com a tinent d'alcalde, així com a diputat provincial durant dihuit anys consecutius.
El juliol del 1936, Pablo Meléndez començà a ser perseguit a causa de la seua fe cristiana per elements marxistes i anarquistes. Després d'un interrogatori aquell mes a Paterna, Meléndez fou alliberat, marxant de tornada cap a València. Com son fill estava llavors malalt, Carlos va rebutjar fugir de la ciutat. La vesprada del 25 d'octubre del mateix any, en ser identificat com a catòlic, Meléndez i el seu fill Alberto foren detinguts i empresonats a la Presó Model de València. Finalment, la nit del 24 de desembre fou afusellat a la carretera de Castellar juntament amb el seu fill Alberto. Tenia, al moment del seu assassinat seixanta anys.
Pablo Meléndez fou beatificat pel Papa Joan Pau II l'11 de març de 2011 i les seues restes mortals són venerades a la parròquia de Sant Joan i Sant Vicent de València. Ha estat el primer seglar periodista i regidor en ser beatificat.